# آدم هنشلوود (لاعب كرة قدم)
آدم هنشلوود (بالإنجليزية: Adam Hinshelwood)‏ هو لاعب كرة قدم بريطاني في مركز الدفاع، ولد في 8 يناير 1984 في أكسفورد في المملكة المتحدة. لعب مع برايتون أند هوف ألبيون ونادي ألدرشوت تاون ونادي ليويس وويكمب وندررز.

## وصلات خارجية
- آدم هنشلوود على موقع قاعدة بيانات كرة القدم.إي يو (الإنجليزية)
- آدم هنشلوود على موقع Soccerbase.com (لاعب) (الإنجليزية)